# جيري وايت (رجل أعمال)
جيري وايت (بالإنجليزية: Gerry White)‏ هو شخصية أعمال بريطاني، ولد في 1943 في Huyton ‏ في المملكة المتحدة، وتوفي في 1 سبتمبر 2008 في Thurstaston ‏ في المملكة المتحدة.